# Kadella Boua Canada
Kadella Boua Canada (auch: Kadalboua, Kadelabaoua, Kadélaboa, Kadelaboua, Kadellaboa Canada, Kadellaboua Canana) ist ein Dorf in der Landgemeinde Goudoumaria in Niger.

## Geographie
Das von einem traditionellen Ortsvorsteher (chef traditionnel) geleitete Dorf liegt rund 30 Kilometer westlich des Hauptorts Goudoumaria der gleichnamigen Landgemeinde und des gleichnamigen Departements Goudoumaria, das zur Region Diffa gehört. Zu den Siedlungen in der näheren Umgebung von Kadella Boua Canada zählen Sissi im Nordwesten, Garoua im Nordosten und Kilakinna im Westen. Das Dorf befindet sich in der Zone der fruchtbaren Mulden von Maïné-Soroa.

## Bevölkerung
Bei der Volkszählung 2012 hatte Kadella Boua Canada 446 Einwohner, die in 75 Haushalten lebten. Bei der Volkszählung 2001 betrug die Einwohnerzahl 365 in 70 Haushalten und bei der Volkszählung 1988 belief sich die Einwohnerzahl auf 288 in 85 Haushalten.

## Wirtschaft und Infrastruktur
Durch Kadella Boua Canada verläuft die Nationalstraße 1, die wichtigste Fernstraße des Landes. Im Dorf wird ein Wochenmarkt abgehalten. Außerdem gibt es eine veterinärmedizinische Station. Das nigrische Unterrichtsministerium richtete 1996 gemeinsam mit dem Welternährungsprogramm der Vereinten Nationen zahlreiche Schulkantinen in von Ernährungsunsicherheit betroffenen Zonen ein, darunter eine für Kinder transhumanter Hirten in Kadella Boua Canada.